# Zäziwil
Zäziwil (Bernduits: Zäziwiu) is een gemeente en plaats in het Zwitserse kanton Bern, en maakt deel uit van het district Bern-Mittelland.
Zäziwil telt 1.622 inwoners.

## Overleden
- August Fetscherin (1849-1882), Zwitsers arts